# Budapest VIII. kerülete
Budapest VIII. kerülete Budapest egyik, a pesti oldalon fekvő kerülete. Hagyományos elnevezése, amelyet a kerületi önkormányzat is használ: Józsefváros. A főváros egyik legváltozatosabb területe, amely gazdag történelmi, kulturális és társadalmi háttérrel rendelkezik. A 2010-es évektől kezdve komoly városfejlesztési beruházások zajlottak, így Józsefváros jelentős átalakuláson ment keresztül.
Józsefváros nevét II. József magyar királyról kapta, és a 18. századtól kezdett dinamikus fejlődésbe. A 19. század során Pest egyik fontos ipari és munkásnegyedévé vált, amelyben számos gyár és lakótelep épült. A 20. század folyamán a kerület sokféle társadalmi csoportnak adott otthont, de az 1980-as évektől kezdve lecsúszó kerületté vált, ami az ingatlanok állapotának romlásához és a szociális problémák felerősödéséhez vezetett.
Az ezredfordulótól kezdve azonban a kerület számos fejlesztési programban részesült, különösen a Corvinnegyed és a Palotanegyed területén, melyek a kerület presztízsét jelentősen növelték. Az ingatlanpiac fejlődése és a kulturális kezdeményezések új életet leheltek a kerületbe.
Gazdaságilag és kulturálisan rendkívül változatos kerület. A Corvin sétány és a környező területek komoly fejlesztésen mentek keresztül, így mára modern irodaházak, bevásárlóközpontok és új lakóépületek találhatóak itt. Emellett a Palotanegyed a kerület kulturális és történelmi központja, ahol számos impozáns, 19. századi palota és múzeum található, mint például a Nemzeti Múzeum.
Lakossága szociálisan és kulturálisan is rendkívül sokszínű. A kerületben található elegáns, felújított részek, mint például a Palotanegyed, valamint olyan területek, amelyek még mindig küzdenek a szociális problémákkal és a lakásállomány leromlásával. A kerület hagyományosan alacsonyabb jövedelmű, de a 21. században indult ingatlanfejlesztései sok középosztálybeli lakost is vonzottak.
Itt található a Semmelweis Egyetem, a Pázmány Péter Katolikus Egyetem, valamint több kisebb felsőoktatási intézmény.

## Története

#### Aközépkortólatörök hódoltságig
A pesti városfalon kívül, a Hatvani kapuból induló kerepesi- és a Kecskeméti kapuból induló szolnoki országutak közé eső terület már 12. században is lakott lehetett. A mai Szent Rókus-kápolna helyén egy, a 11. században épült temetőkápolna állt, körülötte pedig a pestiek temetője terült el. Nagyjából a SOTE területén lehetett Ákosnyíre település, amely a tatárjárás alatt valószínűleg elpusztult, bár utána a Nyulak-szigete kolostorának adományozta IV. Béla. A Rákos-mezőn (ez a mai Astoria és az ELTE BTK területe) a ferencrendű szerzetesek a 13. század folyamán telepedtek le. Veronai Szent Péter vértanú tiszteletére szentelt templomukat és kolostorukat 1250—1260 között építtették. 1298-ban III. Endre koronázása alkalmával itt hallgattak misét az ország nagyjai. 1307-ben Károly Róbert megválasztása szintén a „Szent Péter-templom mellett", tehát a Rákoson történt. A ferencesek temploma tehát mai helyén kellett, hogy álljon, mivel a Rákos-mező abban az időben kb. a mai Kossuth Lajos utca végénél kezdődött. A templomot a törökök 1541-ben elvették a ferencesektől és mecsetté alakították át. Temetőjükben a szerzeteseken és a világiakon kívül a Szt. Ferenc harmadik rendjéhez tartozó begina-apácák temetkeztek. A török hódoltság idején a törökök is ide temetkeztek. A mai Kálvária tértől délre eső területeken – beleértve a Füvészkert és az Orczy-kert területét is – volt Mátyás király vadaskertje.

#### 17–18. század
A terület a törökök elűzése után, egészen a mai Dózsa György út vonaláig Pest város Törvényszékének hatálya alá tartozott, így Pest külterületének számított. Az első, városfalakon túli építkezésre szóló engedélyek 1690-ből ismertek.

##### ASzent Rókus-kápolna
Az 1710-es pesti pestisjárvány után 1711. szeptember 4-én avatták fel a Szent Rókus Fogadalmi Kápolnát, amely Pest első kápolnája volt a városfalakon kívül.

##### Az első betelepülők
Mária Terézia idején a Pacsirtamező (Lerchenfeld) és a Tavaszmező (Frühlingsfeld) közötti területre frankok, svábok és bajorok települtek be. Emléküket őrzi a Német utca elnevezése. A Tavaszmező utcát szlovákok, a Koszorú utca környékét magyarok, az attól keletre eső területeket rácok (szerbek) lakták, akik utóbbiak főleg szőlőt termesztettek errefelé. Erre utalt a Dankó utca régi elnevezése a Szőlőkert utca.
A városi tanács 1766-ban a külterületeket a Kerepesi (ma Rákóczi) út vonalával két részre osztva, közigazgatásilag megszervezi a Felső- (északi) és a (déli) Alsó-külvárost.

##### A névadás
A 18. század második felére a Pacsirtamező – Tavaszmező – Keresztúri út (a mai Népszínház utca) – Rákos-árok közötti területen falusias település alakult ki, melynek 1777. november 7-én Mária Terézia engedélyezte, hogy fiáról Josephinumnak neveztessék(sic!) el.

##### A Szent Rókus-kórház építése
A következő nagyobb járvány idején (1739–40), a város tanácsa szükségesnek látta Pest városfalain kívül járvány-barakk-kórház létesítését, amely a pestis elmúltával is fennmaradt és évről évre bővült. Az 1777-ben elhunyt Tausch Anna-Mária a városra hagyta a vagyonát azzal, hogy abból a város szegényházat építtet. Ő a Szent Rókus-kápolna bejárata feletti domborművön látható, ruhátlan beteget ápoló, idősebb nőalak. 1781-ben azután Jung József tervei alapján, Kardetter Tamás kivitelezésében el is kezdték építeni az épületet, melyhez Pintés Fülöp királyi tanácsos is nagyobb adománnyal járult hozzá. Az eredeti terveket folyamatosan bővítették, először 75 ágyas kórházzá, amely 1794-re készült el, majd újabb épületrész hozzáépítésével 1798-ra  207 ágyasra bővítették. A Pesti Polgári Köz Ispotály, melynek első igazgatója dr. Haffner Mihály lett, és aki tisztiorvosként maga is részt vett a tervezésben, jelenleg is működik – a Szent Rókus-kórház Európa egyik legrégebbi, nagy múltú egészségügyi intézménye, 2001 óta a Magyar Örökség része.
Az egykori Rákos-árok partján, a Rókus-mező déli részén, nagyjából azon a területen, ahol ma a Gutenberg tér és a Rákóczi tér helyezkedik el, téglavetők és -égetők működtek. A Szent Rókus-kórház és a Palotanegyed azon házainak, melyek a 18. század végén, a 19. század elején épültek, a nagy része ebből a téglából épült.
1785-ben a városfal északnyugati csücske alól (a mai Erzsébet tér) a mai Teleki tér – II. János Pál pápa tér – Rózsák tere által elfoglalt területre költöztették az állatvásárt.

#### A Szent József Plébánia
A Pacsirtamező keleti oldalán (ma Horváth Mihály tér) Batthyány József hercegprímás Szent József titulussal 1777-ben plébániát alapít. Előzőleg domonkos és pálos szerzetesek miséztek a néhány száz, szétszórtan élő hívőnek a különféle (Rókus, Kálvária, Óhegyi) kápolnákban. Az új plébánia első temploma a mai helyén fából készült. A kőtemplom építését 1797-ben kezdik meg Tallher József terve alapján és 1798-ban már használatba vették. A tornyok 1810-ben készültek el. Kasselik Fidél (1814), majd Barcza Elek (1891–95) az előzőleg klasszicista stílusú templomnak a millenniumra adja meg gazdag, neobarokk díszbe öltöztetett, mai alakját.

#### A Nemzeti Múzeum és a Palotanegyed
Az 1802-ben alapított Nemzeti Múzeum az 1832–36-os országgyűlés határozatára Pollack Mihály tervei alapján 1837 és 1847 között épült meg. Mögötte, az északon a Rákos-mező, keleten a Rókus-mező és a Rákos-árok, délen a Steinbruch- (Kőbánya) árok által határolt területen, főképp vályogból épült, földszintes porták álltak. Az 1838-as árvíz ezek nagy részét elmosta, ill. romba döntötte. Ezután kezdődött meg a felszabaduló telkeken, a később sokáig "mágnásnegyednek" csúfolt területen a paloták és nagypolgári bérházak építése. A Józsefváros 1850-re egy tizenhét és félezer lakosú kisvárossá nőtte ki magát. A parcellázásokból befolyt összegekből feltöltötték és rendezték a régi téglavető és téglaégető területeket, betemették a Rákos árkot. 1873-ban, a főváros egyesítésekor Józsefvárosnak 8 tere és 62 utcája volt.

#### A Ludovika
Az 1808. évi 7. tc. határozott a Magyar Hadi Akadémia alapításáról. A királyi tanács a hadsereg egységét féltve ott gáncsolta az akadémia ügyét, ahol csak tudta. 1829-ben a báró Orczy-család kedvezményes áron eladta az Üllői út mentén fekvő parkszerű kertjét, amelyben üvegházak és kerti épületek is álltak. Festetics Antal gróf olcsón, Pest városa pedig ingyen engedte át szomszédos telkét. Az összesen 27 hektáros területen az 1830. június 28-án tartott ünnepélyes alapkőletétellel indult meg az építkezés. A terveket Pollack Mihály készítette, a kivitelezést Gömöry Károly építőmester vezette. 1836 végén elkészült a 124 szobát, 37 tantermet, 17 konyhát, 62 éléskamrát, lovardát és kápolnát magában foglaló épületkomplexum. Az angolpark-jellegű Orczy-kert, benne a több mint egy holdas tóval, továbbra is nyitva állt a sétálók előtt. Az 1838-as nagy pesti árvíz idején az üres házba menekítették a saját épülettel még nem rendelkező Nemzeti Múzeum gyűjteményeinek egy részét, és átmenetileg itt szállásolták el a hajléktalanná vált pestiek ezreit is. A következő országgyűlések újra és újra követelték az akadémia megnyitását, de mivel az oktatási rendszer és a tanítási nyelv kérdésében mindkét fél mereven ragaszkodott álláspontjához, egy lépést sem haladt előre az ügy. Végül csak 1872. november 1-jén, nyolc évtizedes huzavona után kezdte meg működését falai között a Magyar Királyi Honvédségi Ludovika Akadémia, amely a közös hadsereg kiegészítő részét alkotó honvédség számára képzett tiszteket.

#### Nemzeti- és Népszínház, valamint Színészeti Tanoda
Az első Nemzeti Színház (ekkor még Pesti Magyar Színház néven) az Astoria Józsefvárosi sarkán nyitotta meg kapuit 1837. augusztus 22-én. 1840-ben az addig Pest vármegye által fenntartott Pesti Magyar Színház országos intézmény lett, és Nemzeti Színház néven működött tovább. A színházépületet 1875-ben átalakították, és kibővítették, 1908 nyarán azonban bezárták, mivel tűz- és életveszélyesnek nyilvánították. 1908-ban, miután a főváros végleg megtagadta a nyitási engedélyt, a Vallás- és Közoktatási Minisztérium határozata alapján a társulat számára „átmenetileg” a Népszínházat bérelték ki. A mai Blaha Lujza téren felépült Népszínház 1875. október 15-i ünnepélyes avatását személyes jelenlétével tüntette ki Ferenc József király és Rudolf trónörökös is. Megnyitása után húsz évig virágzott itt a népi színjátszás, majd a közönség igényét követve, helyét a színház repertoárjában az operett vette át. Máder Rezső, a m. kir. operaház igazgatója a színház bérleti jogát 1907. október 1-én kapta meg, azonban fél év után sehogy nem tudta költségeit kitermelni, így a bérbeadó bizottmány elfogadta a kormány ajánlatát és a 10 éves időszakból fennmaradó időre a Nemzeti Színházzal kötött bérleti szerződést úgy, hogy az mind a csődbe jutott igazgatóknak, mind az színházat tulajdonló alapítványnak is előnyös volt. A bérletet ezután többször meghosszabbították, egészen 1947-ig, amikor a színházat államosították. A társulat végül 56 éven át játszott itt, majd 1965-ben az épületet lebontották. I. Ferenc József 1863. május 10. napján elrendelte a művészi erők gyarapításának céljából egy Színészeti Tanoda felállítását. Ez az akkori Nemzeti Színház melletti bérházban kezdte meg működését, majd hosszas hányattatás után 1905-ben  költözhetett állandó otthonba az ekkor már Országos Magyar Királyi Színművészeti Akadémiának nevezett intézmény.

#### VIII. kerület
Pest, Buda és Óbuda 1873-as egyesülésekor az Alsó-külváros Józsefvárosra eső része a VIII-as számozást kapta a kialakított tíz kerület között. A kerület számozása és határai ezután, ellentétben a többi kerülettel, már sem az 1930-as, sem az 1950-es bővítés és átszabás során sem módosult.

## Egyetemek a Józsefvárosban
A Királyi Magyar Tudományegyetem első fakultása, amely a Józsefvárosba költözött az orvosi volt. Ez az Astorián álló Nemzeti színház mögött, a Kiskörúton kapott helyet, amely viszont már a beköltözéskor kicsinek bizonyult, így az orvosi karnak csak az 1873-ban építeni kezdett Üllői úti épülettömbök jelentenek majd hosszabb időre megoldást. 1871-ben a Trefort-kertben felépült a Vegytani Intézet, majd 1881-ben a Múzeum körúton a Műegyetemnek szánt épület, amibe végül a Bölcsészkar költözik be. 1978-ban készült el a Nagyvárad téri Elméleti Tömb (NET), amely sokáig a SOTE jelképe volt és a maga 89 méteres magasságával Magyarország legmagasabb épülete. A Semmelweis Egyetem Egészségtudományi Kara a Vas utca 17. szám alatt működik.
A mai Népszínáz utca és József körút sarkán 1879-ben alapították meg a Budapesti Állami Közép-Ipartanodát, mely 1898-tól Magyar Királyi Állami Felső-ipariskolaként működött. Az iskola az alapításának 75. évfordulóján az intézmény ünnepélyes keretek között vette fel a XX. század egyik legkiemelkedőbb hazai gépészmérnöke, nemzetközi hírű professzora, Bánki Donát nevét.
Az 1898-ban alapított Magyar Királyi Állami Mechanikai és Órásipari Szakiskola egy bérházban működött a Kisfaludy utca 26. szám alatt, amíg 1901-ben Pártos Gyula építőművész tervei alapján fel nem épült a Tavaszmező utcai épület. Az 1920/1921-es tanévben megváltozott az iskola neve: Magyar Királyi Állami Mechanikai és Elektromosipari Szakiskola lett, ezzel is kifejezve az egyre erősödő elektrotechnikai irányultságot. Az iskola neve 1941-ben ismét változott, ekkor Magyar Királyi Állami Kandó Kálmán Villamosipari Középiskolára. 1955-ben technikum, 1962-ben felsőfokú technikum lett. 1969-ben azután főiskolává alakították, így lett Kandó Kálmán Villamosipari Műszaki Főiskola. Ma a Bánkival együtt az Óbudai Egyetem része.
A Színház- és Filmművészeti Egyetem (SZFE) (korábban Főiskola, Akadémia, Tanoda) 3 épülete: Vas utca 2/C-D, Rákóczi út 21. (Uránia-ház), Szentkirályi utca 32.
A rendszerváltás után megalapított egyházi egyetemek, így a Pázmány Péter Katolikus- és a Károli Gáspár Református Egyetem egyes karai is a Józsefvárosban kerültek elhelyezésre.
A 2002-ben alapított Andrássy Gyula Német Nyelvű Egyetem a Pollack Mihály téri Festetics-palotában került elhelyezésre.
A kerület legújabb egyeteme a 2011-ben alapított Nemzeti Közszolgálati Egyetem, amely U alakban öleli körbe az Orczy-kertet.

## Földrajz
A pesti oldal egyik kerülete. Nyugatról Budapest V. kerülete Belváros városrésze, északnyugatról Budapest VII. kerülete (Erzsébetváros), északról Budapest XIV. kerületeIstvánmező városrésze, keletről Budapest X. kerülete Laposdűlő, délkeletről Népliget városrésze, délről Budapest IX. kerülete Külső-, délnyugatról Belső- és Középső-Ferencváros városrésze határolja.
| Budapest VII. kerülete (Erzsébetváros)                | Budapest XIV. kerülete (Istvánmező)       |                                  |
| Budapest V. kerülete (Belváros)                       | Budapest VIII. kerülete                   | Budapest X. kerülete (Laposdűlő) |
| Budapest IX. kerülete (Belső- és Középső-Ferencváros) | Budapest IX. kerülete (Külső-Ferencváros) | Budapest X. kerülete (Népliget)  |

## Politika
1949-ig a kerületet elöljárók vezették, akiket a "Budapest székes főváros kerületi elöljáróságairól" szóló 1893. évi XXXIII. törvénycikk 5.§-a alapján élethosszig nevezett ki a főváros törvényhatósági bizottsága. Az utolsó elöljáró Lakatos Imre volt.
1950-ben átalakították a közigazgatást. Az elöljáróságokból kerületi tanácsok lettek. A VIII. kerületi Tanács első elnöke Barabás Bertalanné szabónő lett (1950–1957).
A kerület lakosai először 1990-ben választhatták meg (közvetve) a polgármesterüket. A képviselő-testület a kerület első polgármesterének az SZDSZ frakcióvezetőjét, Koppány Zoltánt választotta. Koppány és fideszes alpolgármestere Lőrinczi Reich József ellen, a pénzügyi fegyelem megsértése és korrupciós ügyek miatt fegyelmi eljárást folytatott a képviselő-testület, majd el is marasztalta őket. Emiatt kihátrált mögülük az SZDSZ-frakció és a Fidesz felmondta a koalíciós együttműködést. Ennek hatására mindketten lemondtak tisztségükről. Ezután csak hosszas huzavona után sikerült polgármestert választani a kerület élére. A kerület új polgármestere 1993-tól bő másfél évtizeden át Csécsei Béla volt, aki 2009. szeptember 2-án régóta húzódó betegeskedésére hivatkozva lemondott tisztségéről. Csécsei 2009 júliusáig volt az SZDSZ tagja, azután függetlenként politizált. Helyét a november 22-i időközi választás nyertese, Kocsis Máté (Fidesz–KDNP) töltötte be. 2010-ben az önkormányzati testület létszáma a 2010. évi L. törvény alapján 27-ről 17 főre csökkent. A helyi önkormányzat egy polgármesterből és 17 képviselőből áll. A 17 képviselői helyből, 12 egyéni választókerületi és 5 kompenzációs listás mandátum. A polgármestert a település összes választópolgára közvetlenül választja, míg a képviselőket csak az egyéni választókerületbe bejelentett választópolgárok választják meg közvetlenül. A kompenzációs listára a választó nem voksolhat, mert arról a mandátumokat az egyéni választókerületekben összesített töredékszavazatok (vagyis az egyéni választókerületben mandátumot nem szerző jelöltekre leadott érvényes szavazatok) arányában osztják ki. A polgármestert és a képviselőket az alkotmány értelmében 5 évre választják meg. A polgármester és az önkormányzati testület tagjai egyenlő szavazati joggal rendelkeznek. 2018-ban Kocsis Máté lemondott a polgármesterségről, mivel országgyűlési képviselő lett, és ezzel időközi választást kellett kiírni, amelyet Sára Botond (Fidesz) alpolgármester nyert meg. A 2019-es önkormányzati választásokat az összellenzéki Pikó András nyerte meg, így ő váltotta Sára Botondot a polgármesteri székben.
Részönkormányzat működik a kerületi önkormányzat által újabban Palotanegyednek nevezett Belső-Józsefváros területén, a kerület Nagykörút és Kiskörút közötti részén.

### Polgármesterek
| Időszak   | Név             | Jelölő szervezet(ek)                         | Megjegyzés             |
| --------- | --------------- | -------------------------------------------- | ---------------------- |
| 1990–1992 | Koppány Zoltán  | SZDSZ                                        | hivataláról lemondott  |
| 1992–1994 | Csécsei Béla    | SZDSZ                                        | időközi választás      |
| 1994–1998 | Csécsei Béla    | SZDSZ                                        |                        |
| 1998–2002 | Csécsei Béla    | SZDSZ                                        |                        |
| 2002–2006 | Csécsei Béla    | SZDSZ–MSZP                                   |                        |
| 2006–2009 | Csécsei Béla    | SZDSZ                                        | hivataláról lemondott. |
| 2009–2010 | Dr. Kocsis Máté | Fidesz–KDNP                                  | időközi választás      |
| 2010–2014 | Dr. Kocsis Máté | Fidesz–KDNP                                  |                        |
| 2014–2018 | Dr. Kocsis Máté | Fidesz–KDNP                                  | hivataláról lemondott. |
| 2018–2019 | Dr. Sára Botond | Fidesz–KDNP                                  | időközi választás      |
| 2019–2024 | Pikó András     | Momentum–DK–MSZP–Párbeszéd–LMP               |                        |
| 2024–     | Pikó András     | C8–Momentum–DK–Párbeszéd–Szikra Mozgalom–LMP |                        |

#### Időközi polgármester-választások a kerületben
A kerületben a rendszerváltás óta eltelt időszakban eddig három ízben kellett időközi polgármester-választást tartani: 1993-ban, 2009-ben és 2018-ban. Ezek közül az elsőre azért volt szükség, mert az 1990-ben megválasztott Koppány Zoltán 1992. október 19-én benyújtotta lemondását Demszky Gábor főpolgármesternek. 2009. november 22-én is hasonló okból került sor az időközi választásra: az 1993-ban megválasztott, majd négy ciklusra újraválasztott Csécsei Béla 2009. szeptember 2-án leköszönt posztjáról, megromlott egészségügyi állapotára hivatkozva. Ugyancsak lemondás volt az oka a 2018. július 8-i időközi választásnak: ezúttal dr. Kocsis Máté vált meg a polgármesteri széktől, 2018. április 17-ével, de ő azért, mert a 2018-as országgyűlési választáson egyéni mandátumot szerzett, ami összeférhetetlennek minősült a polgármesteri szerepkörrel, és ő a parlamenti munkát választotta.

### A 2024-es önkormányzati választás eredménye
- A polgármester-választás eredménye[33]

| Jelölt neve        | Jelölő szervezet(ek) | Jelölő szervezet(ek)                                                    | Szavazatok száma | Szavazatok aránya |
| ------------------ | -------------------- | ----------------------------------------------------------------------- | ---------------- | ----------------- |
| Pikó András        |                      | C8 – Momentum – DK – Párbeszéd- ZÖLDEK – Szikra Mozgalom – LMP – Zöldek | 12 841           | 48,86%            |
| Sára Botond        |                      | Fidesz – KDNP                                                           | 11 710           | 44,56%            |
| Ébl György         |                      | Mi Hazánk                                                               | 843              | 3,21%             |
| Szili-Darók Ildikó |                      | MSZP                                                                    | 444              | 1,69%             |
| Simon György       |                      | Szolidaritás – Lokálpatrióták7 – Helló Pesterzsébetiek                  | 443              | 1,69%             |
| Összesen           |                      |                                                                         | 26 281           | 100%              |

- A képviselőtestület-választás eredménye[34]

| Párt | Párt                                                                    | Mandátumok | Képviselő-testület | Képviselő-testület | Képviselő-testület | Képviselő-testület | Képviselő-testület | Képviselő-testület | Képviselő-testület | Képviselő-testület | Képviselő-testület | Képviselő-testület | Képviselő-testület | Képviselő-testület | Képviselő-testület |
| ---- | ----------------------------------------------------------------------- | ---------- | ------------------ | ------------------ | ------------------ | ------------------ | ------------------ | ------------------ | ------------------ | ------------------ | ------------------ | ------------------ | ------------------ | ------------------ | ------------------ |
|      | C8 – Momentum – DK – Párbeszéd- ZÖLDEK – Szikra Mozgalom – LMP – Zöldek | 10         | P                  |                    |                    |                    |                    |                    |                    |                    |                    |                    |                    |                    |                    |
|      | Fidesz – KDNP                                                           | 6          |                    |                    |                    |                    |                    |                    |                    |                    |                    |                    |                    |                    |                    |
|      | MSZP                                                                    | 1          |                    |                    |                    |                    |                    |                    |                    |                    |                    |                    |                    |                    |                    |
|      | Független                                                               | 1          |                    |                    |                    |                    |                    |                    |                    |                    |                    |                    |                    |                    |                    |

### Országgyűlési képviselők
A régi választójogi törvény, az 1989. évi XXXIV. törvény hatálya alatt a kerület két választókerülethez tartozott, a Budapest 10. és 11. számú választókerületekhez.
Régi Budapest 10. számú választókerület
- Somogyi Tamás (MDF) (1990–1994)
- Szabó Zoltán (MSZP) (1994–1998)
- Rockenbauer Zoltán (Fidesz) (1998–2002)
- Szabó Zoltán (MSZP) (2002–2010)
- Fónagy János (Fidesz) (2010–2014)

Régi Budapest 11. számú választókerület
- Haraszti Miklós (SZDSZ) (1990–1994)
- Kósáné Kovács Magda (MSZP) (1994–1998)
- Juharos Róbert (Fidesz) (1998–2002)
- Hárs Gábor (MSZP) (2002–2010)
- Kocsis Máté (Fidesz) (2010–2014)

Jelenleg a VIII. kerület szintén két országgyűlési egyéni választókerülethez tartozik, a Budapesti 1. sz. és a Budapesti 6. sz.-hoz.
Budapesti 1. sz. országgyűlési egyéni választókerület
| Név          |                                       | Párt                                         | Terminus  | Választókerület  | Megjegyzés                                   |
| ------------ | ------------------------------------- | -------------------------------------------- | --------- | ---------------- | -------------------------------------------- |
| Rogán Antal  |                                       | Fidesz–KDNP                                  | 2014–2018 | Budapesti 1. sz. | A 2014-es országgyűlési választás eredménye: |
| Csárdi Antal |                                       | LMP                                          | 2018–     | Budapesti 1. sz. | A 2018-as országgyűlési választás eredménye: |
| Csárdi Antal | DK–Jobbik–Momentum–MSZP–LMP–Párbeszéd | A 2022-es országgyűlési választás eredménye: | 2018–     | Budapesti 1. sz. |                                              |

Budapesti 6. sz. országgyűlési egyéni választókerület
| Név           |  | Párt                                  | Terminus  | Választókerület  | Megjegyzés                                   |
| ------------- |  | ------------------------------------- | --------- | ---------------- | -------------------------------------------- |
| Vas Imre      |  | Fidesz–KDNP                           | 2014–2018 | Budapesti 6. sz. | A 2014-es országgyűlési választás eredménye: |
| Kocsis Máté   |  | Fidesz–KDNP                           | 2018–2022 | Budapesti 6. sz. | A 2018-as országgyűlési választás eredménye: |
| Jámbor András |  | DK–Jobbik–Momentum–MSZP–LMP–Párbeszéd | 2022–     | Budapesti 6. sz. | A 2022-es országgyűlési választás eredménye: |

## Városrészei

József körút – 1917

A kerületnek korábban négy városrésze volt (Józsefváros, Istvánmező (egy része), Kerepesdűlő és Tisztviselőtelep), de a Fővárosi Közgyűlés a városrészeket rendező 2012. december 12-i rendeletében újraosztotta a kerületet, így jött létre a Corvinnegyed, a Csarnoknegyed, a Ganznegyed, a Losoncinegyed, a Magdolnanegyed, a Népszínháznegyed, az Orczynegyed, a Palotanegyed és a Századosnegyed. A kerületnek jelenleg 11 városrésze van.

## Gazdaság
- MÁVAG
- Taurus Gumiipari Vállalat – megszűnt 2014-ben, jogutódok több településen és más kerületekben.
- Élelmiszerboltok, üzletek, vendéglátás – [45]
- Pénzügyi élet – bankok [46]

## Népesség
A VIII. kerület lakónépessége 2022. október 1-jén 23 685 fő volt, ami Budapest össznépességének 4,2%-át tette ki. A 2011-es népszámlálás óta 6202 fővel csökkent a kerület lakosság száma. Ebben az évben az egy km²-re jutó lakók száma, átlagosan 10 226 ember volt. A VIII. kerület népesség korösszetétele igen kedvezőtlen. 2022-ben a kerület lakónépességének a 8%-a 14 évnél fiatalabb, míg a 65 éven felülieké 16% volt. 2022-ben a férfiaknál 70,9, a nőknél 78,4 év volt a születéskor várható átlagos élettartam. A legmagasabb befejezett iskolai végzettség szerint a diplomával rendelkezők élnek a legtöbben a kerületben 23 577 fő, utánuk következő nagy csoport az érettségi végzettséggel rendelkezők 22 572 fővel. 2022-ben a 6 évnél idősebb népesség 90,4%-nál volt internet elérési lehetősége. A népszámlálás adatai alapján a kerület lakónépességének 34%-a, mintegy 23 788 személy vallotta magát valamely kisebbséghez tartozónak. A kisebbségek közül cigány, ukrán és német nemzetiségűnek vallották magukat a legtöbben.
A 19. század utolsó harmadától a VIII. kerület lakosságszáma viharos gyorsasággal növekedett, egészen 1910-ig. A közlekedési infrastruktúra kiépülése, és a fejlődő ipar is hozzájárult a pozitív folyamathoz. Az 1910-es éveket követő gazdasági pangás következtében a növekedés megtorpant. A második világháború következtében a kerület a lakosságának a 15,4%-át veszítette el. A háború végétől egészen a 60-as évekig stagnált a kerület népessége. A 70-es évektől, egészen napjainkig csökken a kerület népességszáma, ma már kevesebben laknak a VIII. kerületben, mint 1890-ben. A legtöbben 1941-ben éltek a kerületben 165 058 fő.
A 2022-es népszámlálási adatok szerint a magukat vallási közösséghez tartozónak valló VIII. kerületiek túlnyomó többsége római katolikusnak tartja magát. Emellett jelentős egyház a kerületben, még a református.

### Iskolai végzettség
| Iskolai végzettség                | Iskolai végzettség               | Iskolai végzettség | Iskolai végzettség | Iskolai végzettség |
| --------------------------------- | -------------------------------- | ------------------ | ------------------ | ------------------ |
|                                   |                                  |                    |                    | fő                 |
| Általános iskolát nem végezte el  | Általános iskolát nem végezte el |                    | 3991               | 3991               |
| Általános iskola                  | Általános iskola                 |                    | 10206              | 10206              |
| Szakmunkás                        | Szakmunkás                       |                    | 6875               | 6875               |
| Érettségi                         | Érettségi                        |                    | 22572              | 22572              |
| Diploma                           | Diploma                          |                    | 23577              | 23577              |
| A 2022. évi népszámlálás szerint. |                                  |                    |                    |                    |

A 2001-es népszámlálási adatok alapján, a VIII. kerületben a legmagasabb befejezett iskolai végzettség szerint az általános iskolai végzettséggel rendelkezők éltek a legtöbben 23 757 fővel. Második legnagyobb csoport az érettségi végzettséggel rendelkezőek voltak 22 800 fővel, utánuk következett az általános iskolai végzettséggel nem rendelkezők 11 678 fővel, a diplomával rendelkezők 11 202 fővel, végül a szakmunkások 7545 fővel.
A 2011-es népszámlálási adatok alapján, a VIII. kerületben a legmagasabb befejezett iskolai végzettség szerint az érettségi végzettséggel rendelkezők éltek a legtöbben 24 381 fővel. Második legnagyobb csoport a diplomával rendelkezőek voltak 18 340 fővel, utánuk következett az általános iskolai végzettséggel rendelkezők 14 926 fővel, a szakmunkás végzettséggel rendelkezők 9547 fővel, végül az általános iskolai végzettséggel nem rendelkezők 5316 fővel.
A 2022-es népszámlálási adatok alapján, a VIII. kerületben a legmagasabb befejezett iskolai végzettség szerint a diplomával rendelkezők éltek a legtöbben 23 577 fővel. Második legnagyobb csoport az érettségi végzettséggel rendelkezőek voltak 22 572 fővel, utánuk következett az általános iskolai végzettséggel rendelkezők 10 206 fővel, a szakmunkás végzettséggel rendelkezők 6875 fővel, végül  az általános iskolai végzettséggel nem rendelkezők 3991 fővel.

### Etnikai összetétel
A 2001-es népszámlálás adatok szerint a kerület lakossága 81 787 fő volt, ebből 73 388 fő magyarnak vallotta magát. A kerület lakosságának a 10,9%-a vallotta magát valamely kisebbséghez tartozónak. Magyar állampolgársággal rendelkező nemzetiségiek száma 5953 fő, míg a magyar állampolgársággal nem rendelkezők száma 2989 fő volt. Az első három legnagyobb nemzetiségi csoport a kerületben a cigány (2771 fő), német (659 fő) és a szlovák (249 fő) volt. A cigányok aránya a népszámlálásokban szereplőnél lényegesen magasabb, akár három négyszerese is lehet.
A 2011-es népszámlálás adatok szerint a kerület lakossága 76 250 fő volt, ebből 58 750 fő magyarnak vallotta magát. A kerület lakosságának a 16,9%-a vallotta magát valamely kisebbséghez tartozónak. Magyar állampolgársággal rendelkező nemzetiségiek száma 8909 fő, míg a magyar állampolgársággal nem rendelkezők száma 3993 fő volt. Az első három legnagyobb nemzetiségi csoport a kerületben a cigány (3050 fő), német (998 fő) és a román (622 fő) volt. 10 év alatt a legjelentősebben a németek és a románok száma nőtt.
A 2022-es népszámlálás adatok szerint a kerület lakossága 70 048 fő volt, ebből 50 848 fő magyarnak vallotta magát. A kerület lakosságának a 34%-a vallotta magát valamely kisebbséghez tartozónak. Magyar állampolgársággal rendelkező nemzetiségiek száma 13 868 fő, míg a magyar állampolgársággal nem rendelkezők száma 9920 fő volt. Az első három legnagyobb nemzetiségi csoport a kerületben a cigány (1654 fő), ukrán (1648 fő) és a német (1121 fő) volt. 11 év alatt a legjelentősebben az ukránok és a kínaiak száma nőtt.
A főváros egyik legváltozatosabb szociális összetételű és legmultikulturálisabb kerülete. A külföldi származású állandó lakcímmel rendelkezők aránya 2022-ben 10 százalékot ért el. Közülük a Kínából és Vietnámból érkezett bevándorlók és családjaik alkotják a legnépesebb közösséget.

### Vallási összetétel
VIII. kerület lakóinak vallási összetétele 2011-ben
A 2001-es népszámlálási adatok alapján, Józsefvárosban a lakosság több mint fele (64,8%) kötődik valamelyik vallási felekezethez. A legnagyobb vallás a kerületben a kereszténység, melynek legelterjedtebb formája a katolicizmus (46,6%). A katolikus egyházon belül a római katolikusok száma 36 639 fő, míg a görögkatolikusok 1427 fő. A kerületben népes protestáns közösségek is élnek, főleg reformátusok (11 026 fő) és evangélikusok (1742 fő). Az ortodox kereszténység inkább az országban élő egyes nemzeti kisebbségek (oroszok, románok, szerbek, bolgárok, görögök) felekezetének számít, számuk elenyésző az egész kerületi lakosságához képest (190 fő). Szerte a kerületben számos egyéb kisebb keresztény egyházi közösség működik. A zsidó vallási közösséghez tartózók száma 480 fő. Jelentős a száma azoknak a kerületben, akik vallási hovatartozásukat illetően nem kívántak válaszolni (17,3%). Felekezeten kívülinek a kerület lakosságának 17,9%-a vallotta magát.
A 2011-es népszámlálás adatai alapján, a Józsefvárosban a lakosság kevesebb mint fele (41,6%) kötődik valamelyik vallási felekezethez. Az elmúlt tíz év alatt a kerületi lakosság vallási felekezethez tartozása jelentősen csökkent, ennek egyik oka, hogy sokan nem válaszoltak. A legszámosabb vallási csoport a kerületben a kereszténység, melynek legelterjedtebb formája a katolicizmus (27,6%). Az elmúlt tíz év alatt, a katolikus valláshoz tartozók száma közel felére esett vissza. A katolikus egyházon belül a római katolikusok száma 20 325 fő, míg a görögkatolikusok 704 fő. A kerületben népes protestáns közösségek is élnek, főleg reformátusok (6504 fő) és evangélikusok (1018 fő). Az ortodox kereszténység inkább az országban élő egyes nemzeti kisebbségek (oroszok, románok, szerbek, bolgárok, görögök) felekezetének számít, számuk elenyésző az egész kerületi lakosságához képest (215 fő). Szerte a kerületben számos egyéb kisebb keresztény egyházi közösség működik. Közülük kiemelkedő a Jehova tanúi (439 fő) és a Hit Gyülekezete (260 fő). A zsidó vallási közösséghez tartózók száma 340 fő. A kerületben emelkedett a buddhizmus hitvallók (254 fő), illetve az iszlám hitvallók (235 fő) száma. Jelentős a száma azoknak a kerületben, akik vallási hovatartozásukat illetően nem kívántak válaszolni (37%), tíz év alatt a duplájára nőtt a számuk. Felekezeten kívülinek a kerület lakosságának 21,4%-a vallotta magát.

## Közlekedés

### Metróállomások a kerületben
| Vonal | Állomás neve           | Megnyitás időpontja                  | Átszállási kapcsolatok |
| ----- | ---------------------- | ------------------------------------ | --- |
|       | Astoria                | 1970. április 3.                     | 47, 48, 49 74 5, 7, 8E, 9, 100E (csak hajnalban), 108E, 110, 112, 133E 907, 907A, 908, 909, 909A, 914A, 914, 914A, 916, 931, 931A, 950A, 956, 973, 973A, 979, 979A, 990 |
|       | Blaha Lujza tér        | 1970. április 3.                     | 4, 6, 28, 28A, 37, 37A, 62 74 5, 7, 7E, 8E, 99, 108E, 110, 112, 133E, 217E 907, 907A, 908, 923, 931, 931A, 956, 973, 973A, 990 |
|       | Keleti pályaudvar      | 1970. április 3. 2014. március 28.   | 23, 24 73, 76, 78, 79, 80 5, 7, 7E, 8E, 20E, 30, 30A, 108E, 110, 112, 133E, 230 907, 907A, 908, 931, 931A, 956, 973, 973A, 990 G10 S60 G60 Z60 S80 G80 IC, EC, EN, InterRégió, sebesvonat, gyorsvonat, expresszvonat, |
|       | Puskás Ferenc Stadion  | 1970. április 3.                     | 1, 1A 75, 77, 80 95, 130, 195 901, 908, 918, 931, 931A, 956, 990 396, 397, 398, 399, 400, 402, 410, 412, 414, 422, 424, 430, 432, 434, 435, 436, 437, 438, 439, 440, 441, 442, 485, 486 1020, 1021, 1024, 1031, 1034, 1037, 1039, 1040, 1044, 1045, 1046, 1049, 1050, 1052, 1053, 1054, 1060, 1063, 1066, 1067, 1068, 1069, 1070, 1075, 1076, 1077, 1078                                         |
|       | Népliget               | 1980. március 29.                    | 1, 1A 254E 83 901, 914, 914A, 918, 950, 950A 607, 608, 626, 628, 629, 630, 631, 632, 633, 635, 636, 650, 653, 655, 656, 660, 661, 705 1080, 1081, 1085, 1087, 1090, 1092, 1094, 1110, 1111, 1113, 1115, 1120, 1121, 1125, 1131, 1134, 1136, 1172, 1173, 1174, 1175, 1176, 1177, 1183, 1184, 1185, 1188, 1189, 1190, 1193, 1194, 1201, 1205, 1212, 1215, 1216, 1229, 1251, 1253, 1254, 1257, 1268 |
|       | Nagyvárad tér          | 1976. december 31.                   | 23, 24 281 914, 914A, 950, 950A |
|       | Klinikák               | 1976. december 31.                   | 914, 914A, 950, 950A |
|       | Corvinnegyed           | 1976. december 31.                   | 4, 6 914, 914A, 923, 934 (hétvége hajnalban), 950, 950A, 979, 979A |
|       | Kálvin tér             | 1976. december 31. 2014. március 28. | 47, 48, 49 83 9, 15 909, 909A, 914, 914A, 934 (hétvége hajnalban), 950, 950A, 979, 979A |
|       | Rákóczi tér            | 2014. március 28.                    | 4, 6 923 |
|       | II. János Pál pápa tér | 2014. március 28.                    | 28, 28A, 37, 37A, 62 99, 217E |

## Kultúra
- Animal Cannibals: Yózsefváros
- Auróra
- Erkel Színház
- Fiumei úti sírkert, régebben Kerepesi temető, benne a Nemzeti Panteon, Fiumei út 16.
- Gólya Szövetkezet
- Gutenberg-otthon (Gutenberg tér)
- Közkincs Könyvtár
- Mikszáth Kálmán szobra (Kocsis András, 1960, Mikszáth Kálmán tér)
- Orczy-park
- Régi Országház (Ybl Miklós tervei alapján, Bródy Sándor utca) ma a Budapesti Olasz Kultúrintézet
- Szent Rókus-kápolna (Budapest)
- Százados úti művésztelep
- Turay Ida Színház
- Vas utca 9–11. (tervezte: Lajta Béla)

## Múzeumok, gyűjtemények
- Bölcsődei Múzeum
- Fővárosi Szabó Ervin Könyvtár Központi Könyvtára (Szabó Ervin tér 1.), a Budapest-gyűjtemény lelőhelye
- Fővárosi Szabó Ervin Könyvtár Zenei Gyűjteménye (Ötpacsirta u. 4.), az ország legnagyobb nyilvános zenei könyvtára
- Füvészkert – Az Eötvös Loránd Tudományegyetem Botanikus Kertje
- Gázmúzeum
- Józsefvárosi Múzeum
- Kegyeleti Múzeum és Szakgyűjtemény (Budapesti Temetkezési Intézet Zrt.)
- Magyar Nemzeti Múzeum és a Múzeumkert
- Magyar Természettudományi Múzeum
- Országos Pedagógiai Könyvtár és Múzeum

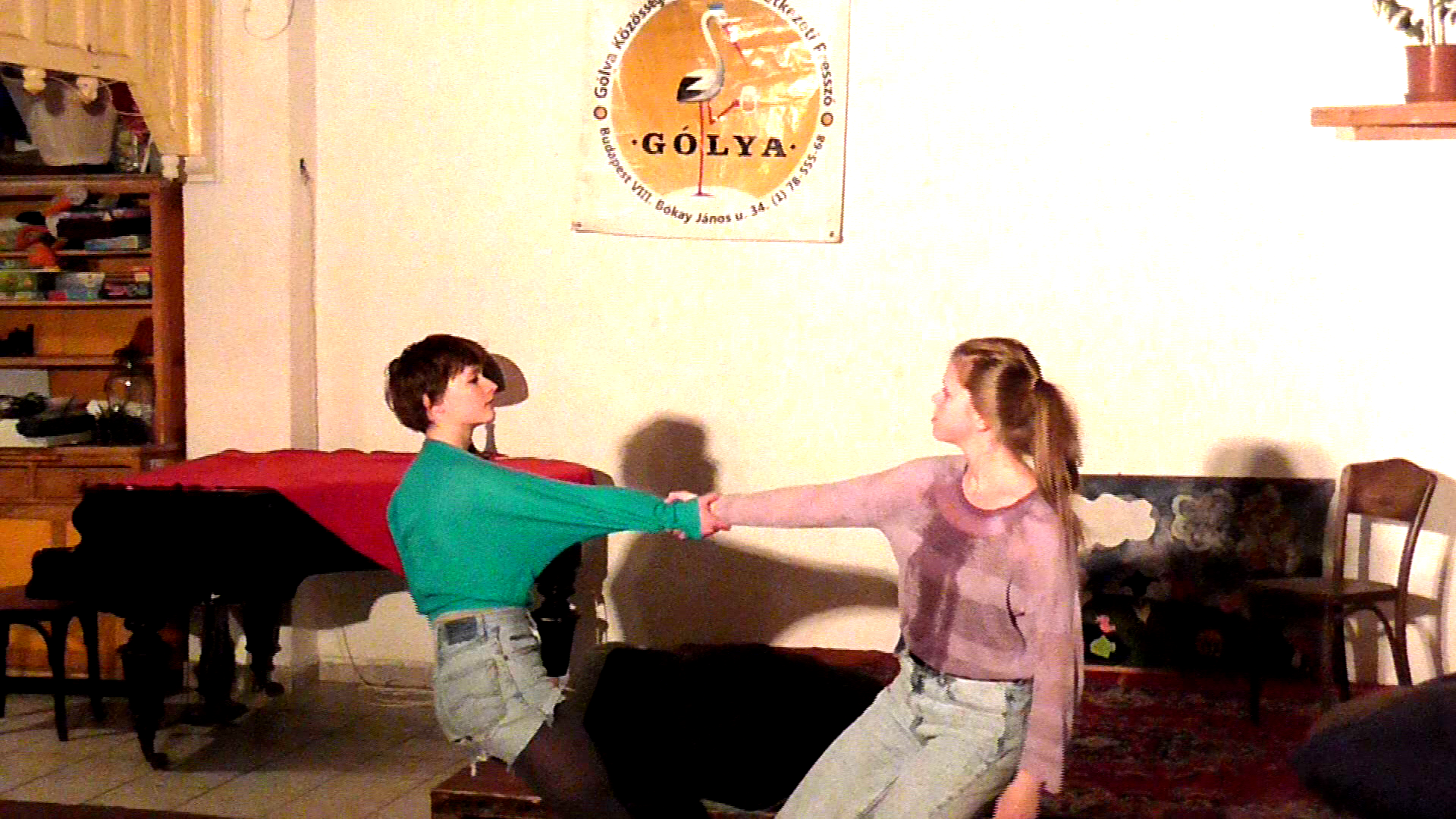
Pillanatkép a Szövetkezeti Szubsztancia előadásból

- Rendőrség-történeti Múzeum
- Zászlómúzeum

## Közoktatás
A Józsefváros jelentősebb közoktatási intézményei:
- Atalanta Oktatási Központ
- Budapesti Fazekas Mihály Gyakorló Általános Iskola és Gimnázium
- ELTE Trefort Ágoston Gyakorlóiskola
- Józsefvárosi Zeneiskola
- Vörösmarty Mihály Gimnázium
- Fővárosi Pedagógiai Intézet
- Raoul Wallenberg Szakgimnázium és Szakközépiskola
- Józsefváros közoktatásával kapcsolatos további lista [58]

## Egyetemi, főiskolai karok
- Andrássy Gyula Budapesti Német Nyelvű Egyetem
- Eötvös Loránd Tudományegyetem (ELTE) Bölcsészettudományi Kar
- Károli Gáspár Református Egyetem Bölcsészettudományi Kar
- Nemzeti Közszolgálati Egyetem
- Országos Rabbiképző – Zsidó Egyetem
- Óbudai Egyetem Bánki Donát Gépész és Biztonságtechnikai Mérnöki Kar
- Óbudai Egyetem Kandó Kálmán Villamosmérnöki Kar
- Óbudai Egyetem Keleti Károly Gazdasági Főiskolai Kar
- Pázmány Péter Katolikus Egyetem Információs Technológiai Kar
- Pázmány Péter Katolikus Egyetem Hittudomány Posztgraduális Intézet
- Pázmány Péter Katolikus Egyetem Jog- és Államtudományi Kara
- Pünkösdi Teológiai Főiskola
- Semmelweis Egyetem Egészségügyi Főiskolai Kar
- Semmelweis Egyetem
- Színház- és Filmművészeti Egyetem
- Wekerle Sándor Üzleti Főiskola
- Wesley János Lelkészképző Főiskola

## Fontosabb közterületek
- Blaha Lujza tér
- Harminckettesek tere
- Kálvária tér
- II. János Pál pápa tér
- Mátyás tér
- Mikszáth Kálmán tér
- Nagykörút (József körút)
- Nagyvárad tér
- Rákóczi tér
- Rákóczi út
- Teleki tér

## Testvérvárosok
- Bécs – Josefstadt, Ausztria
- Temesvár, Románia[59]
- Pescina, Olaszország
- Isztambul – Küçükçekmece, Törökország

## Képgaléria

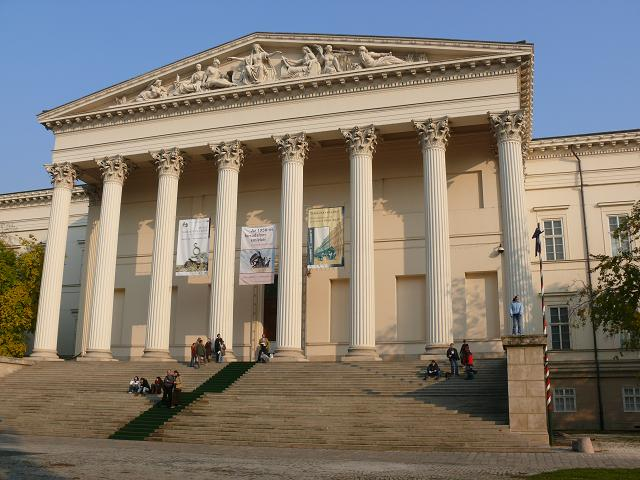
Magyar Nemzeti Múzeum
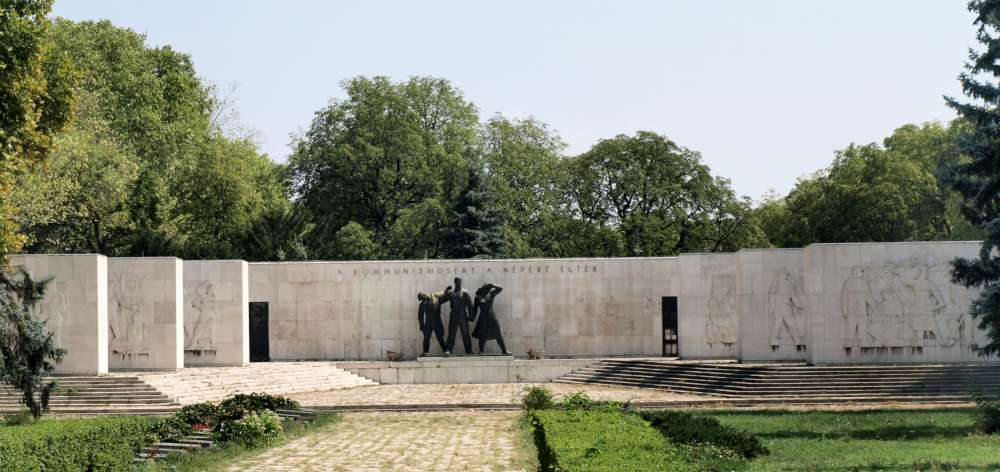
Kommunista emlékmű, Fiumei úti sírkert
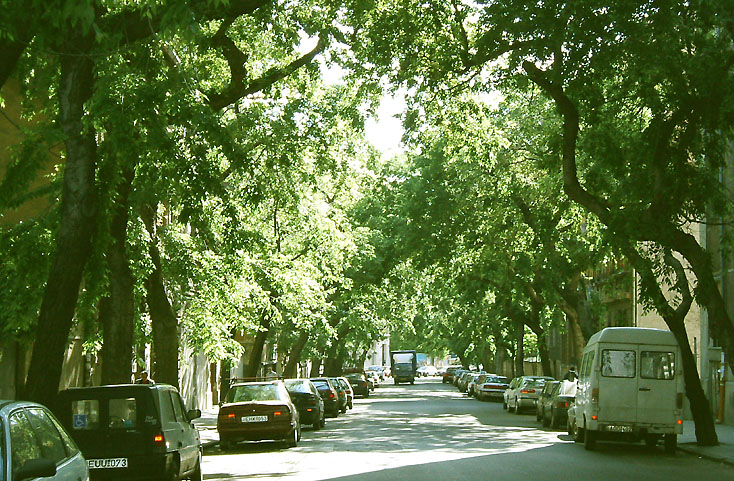
Szerdahelyi utca
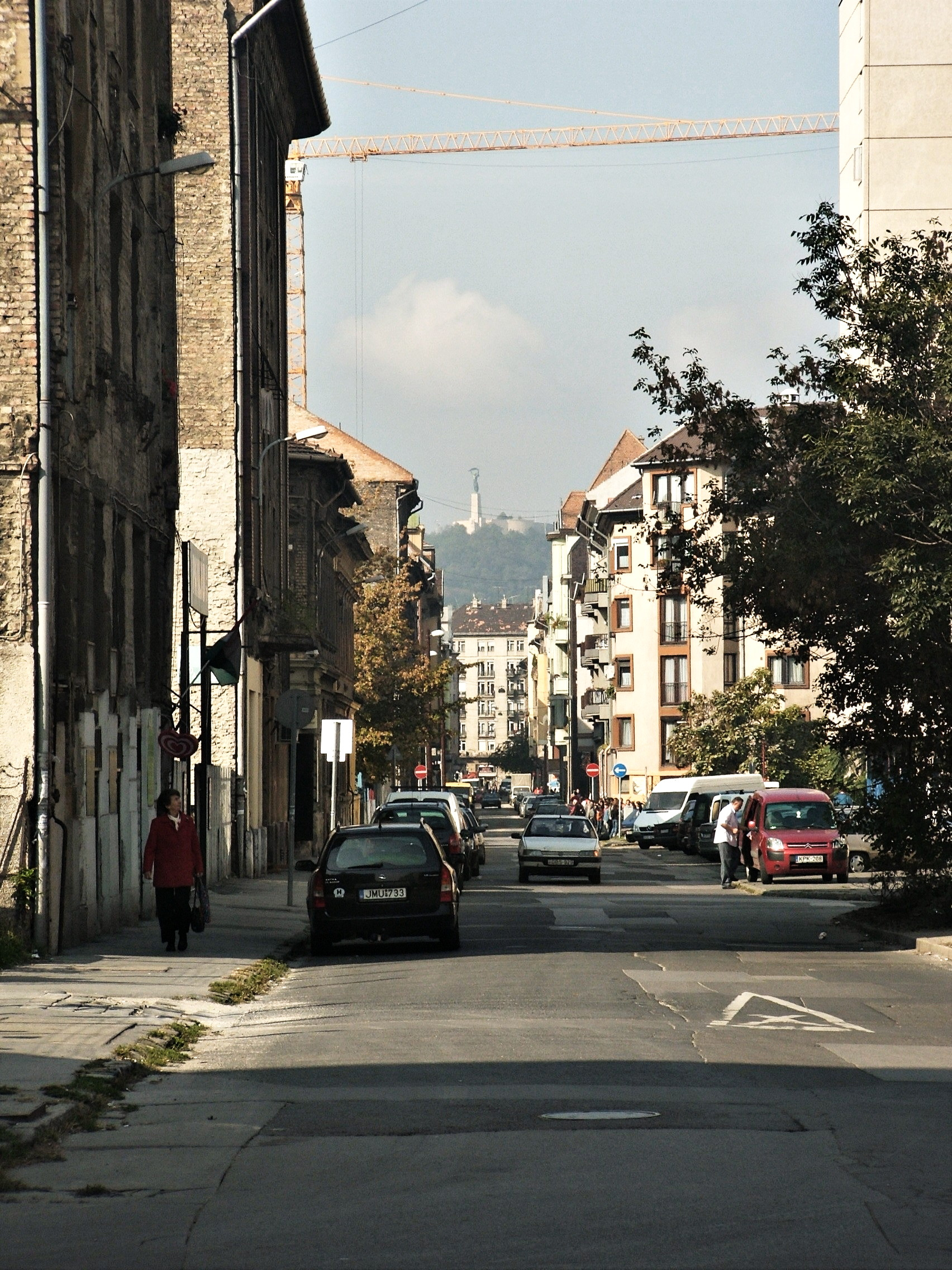
Práter utca
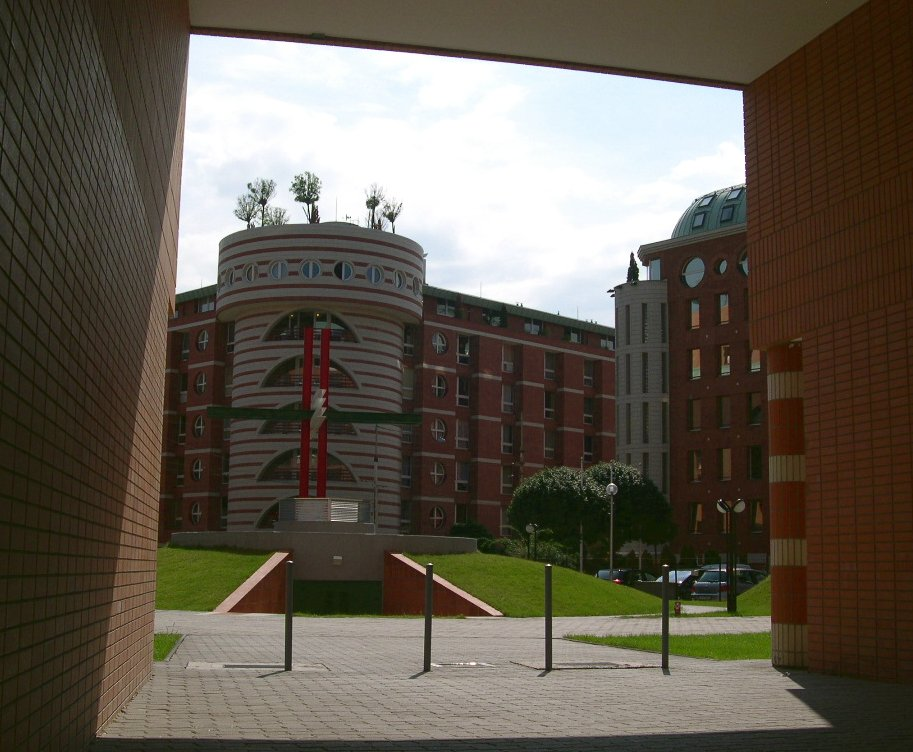
Orczy center
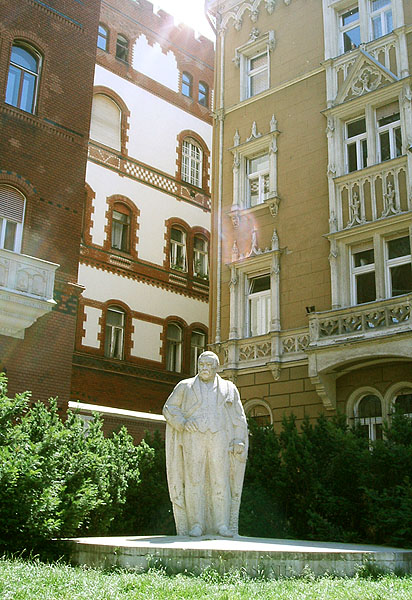
Mikszáth Kálmán tér
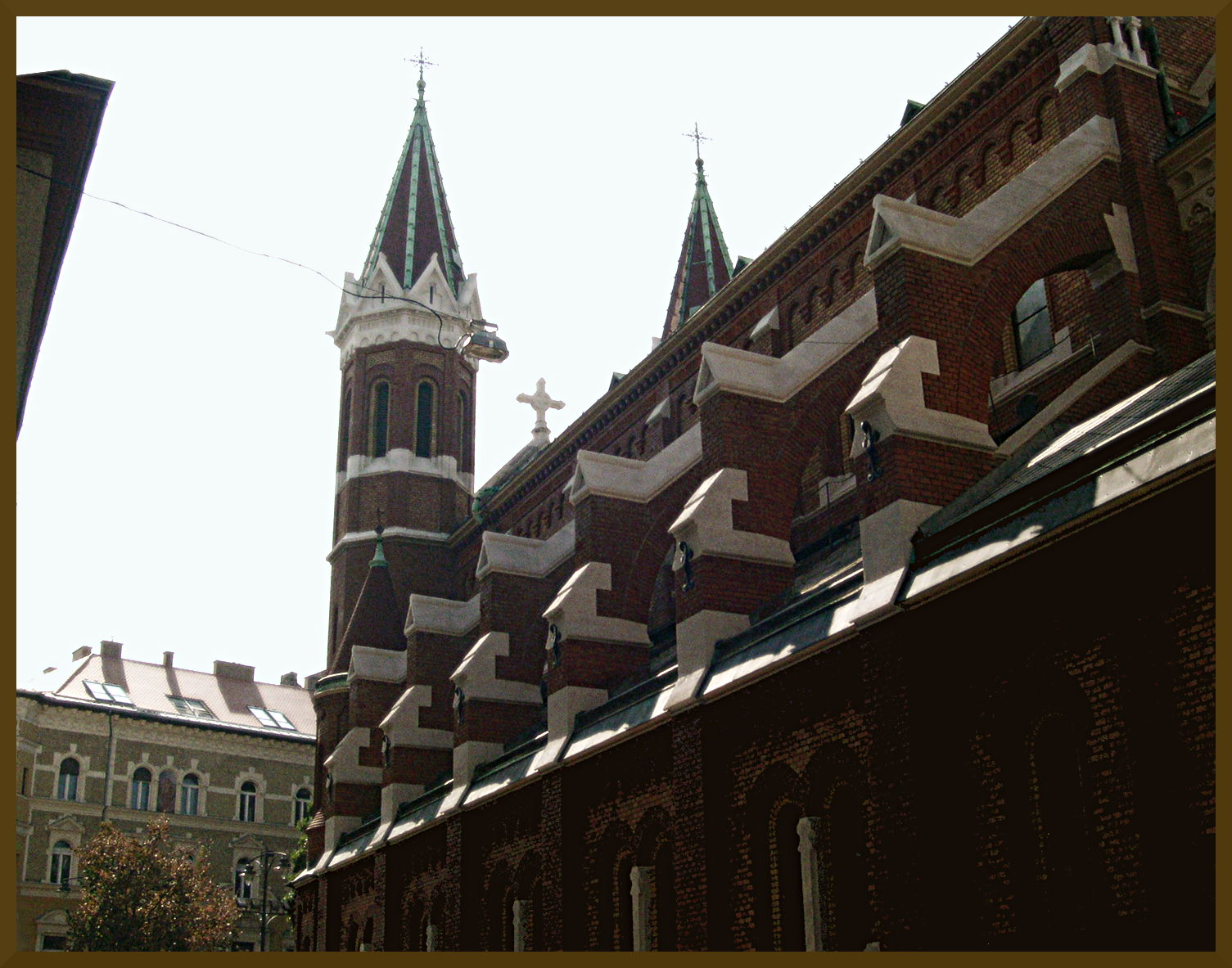
Jézus Szíve-templom, Lőrinc pap tér
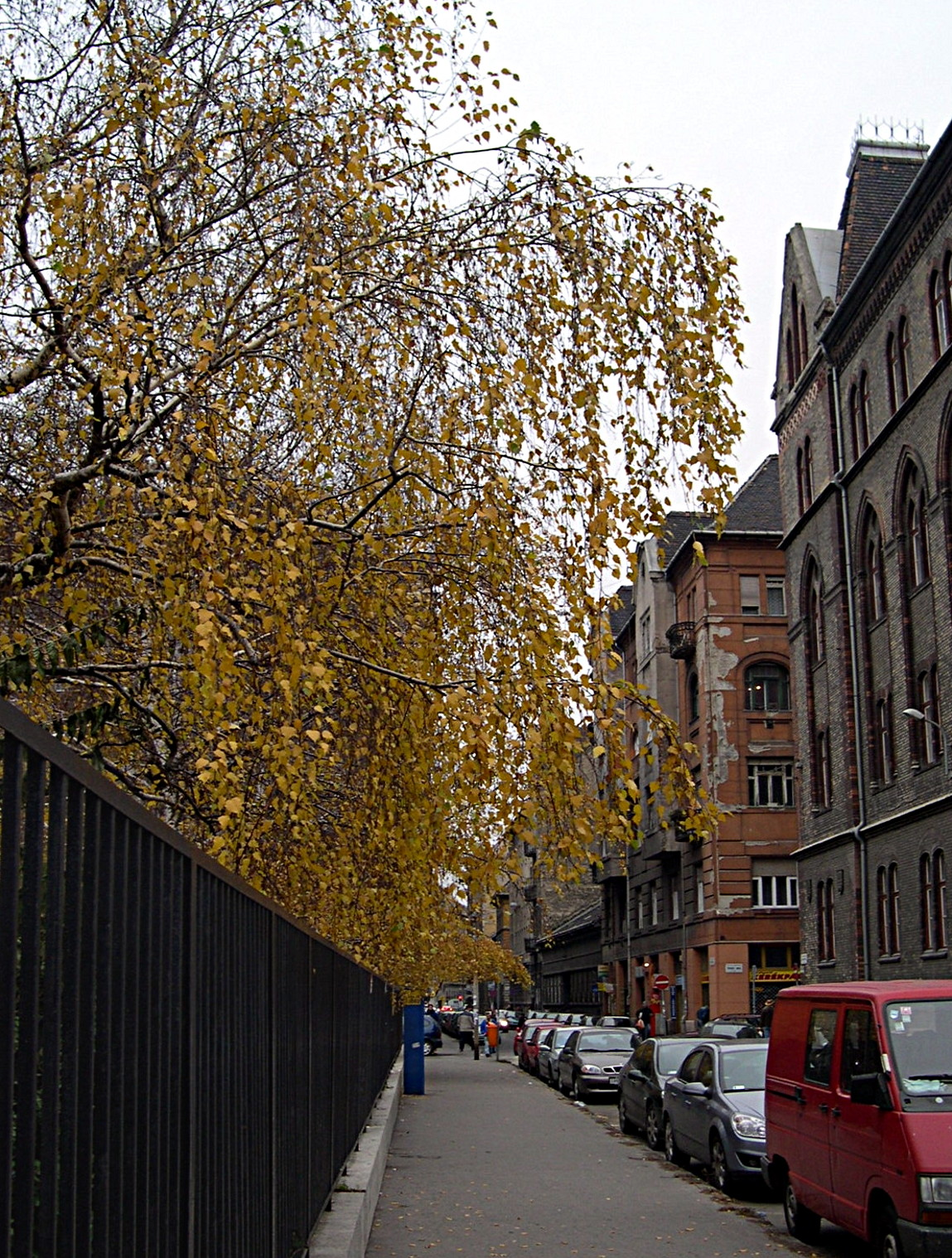
József utca
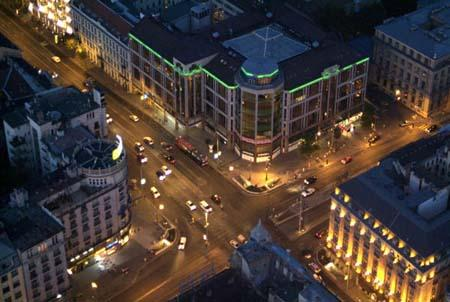
Az Astoria éjszaka
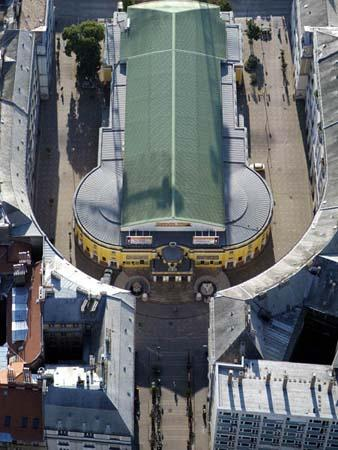
Corvin köz
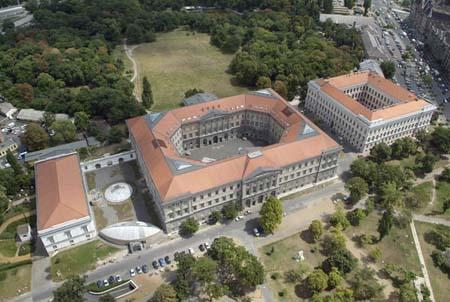
A Ludovika tér légi fotója
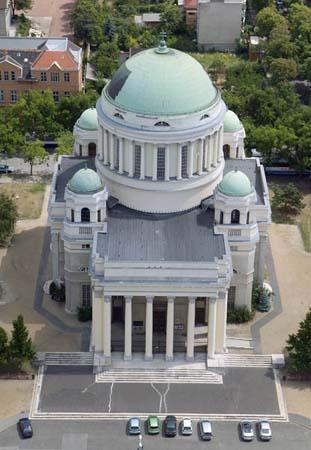
Rezső téri Magyarok Nagyasszonya-templom
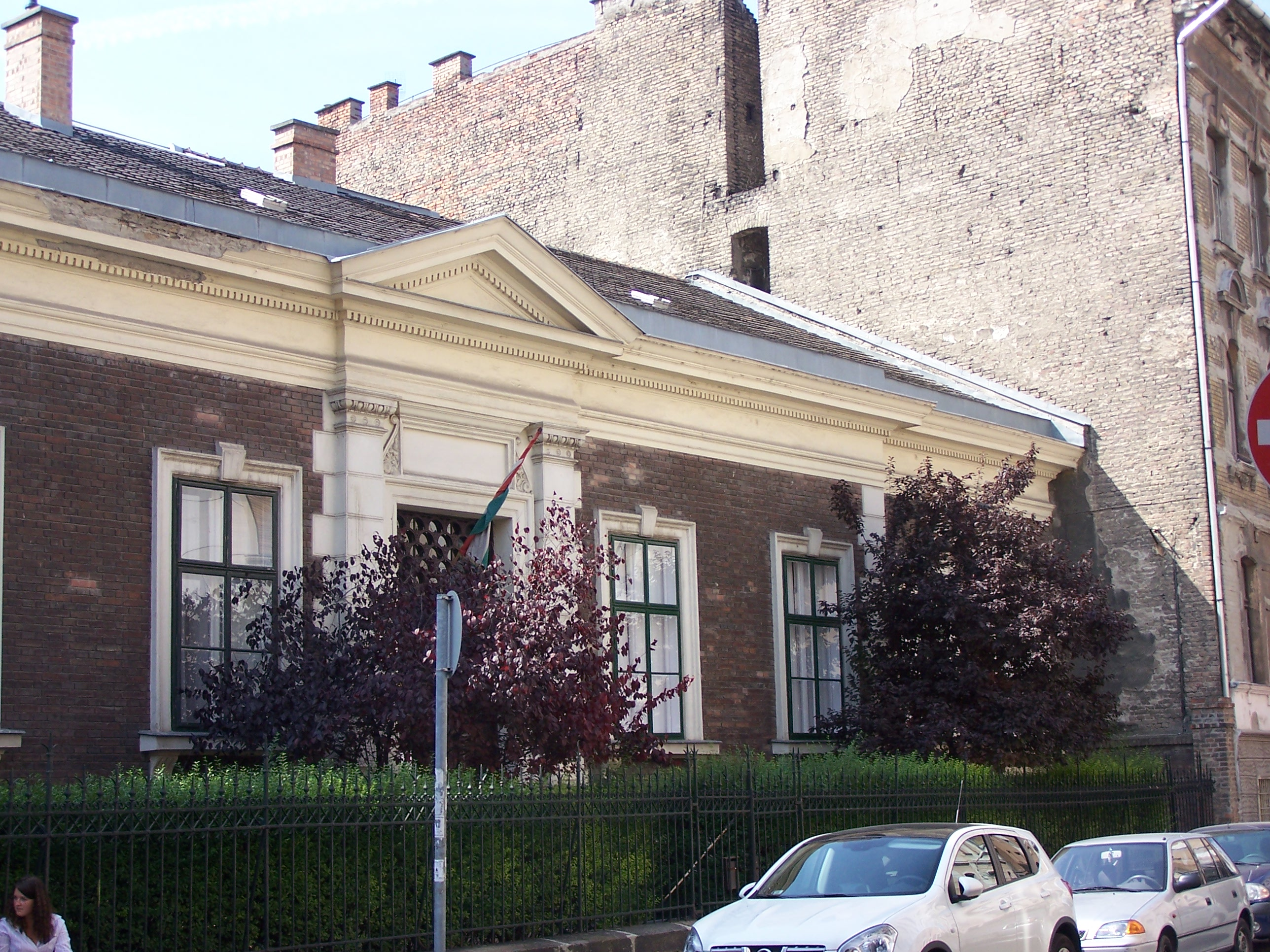
Józsefvárosi Zeneiskola és Bölcsődemúzeum
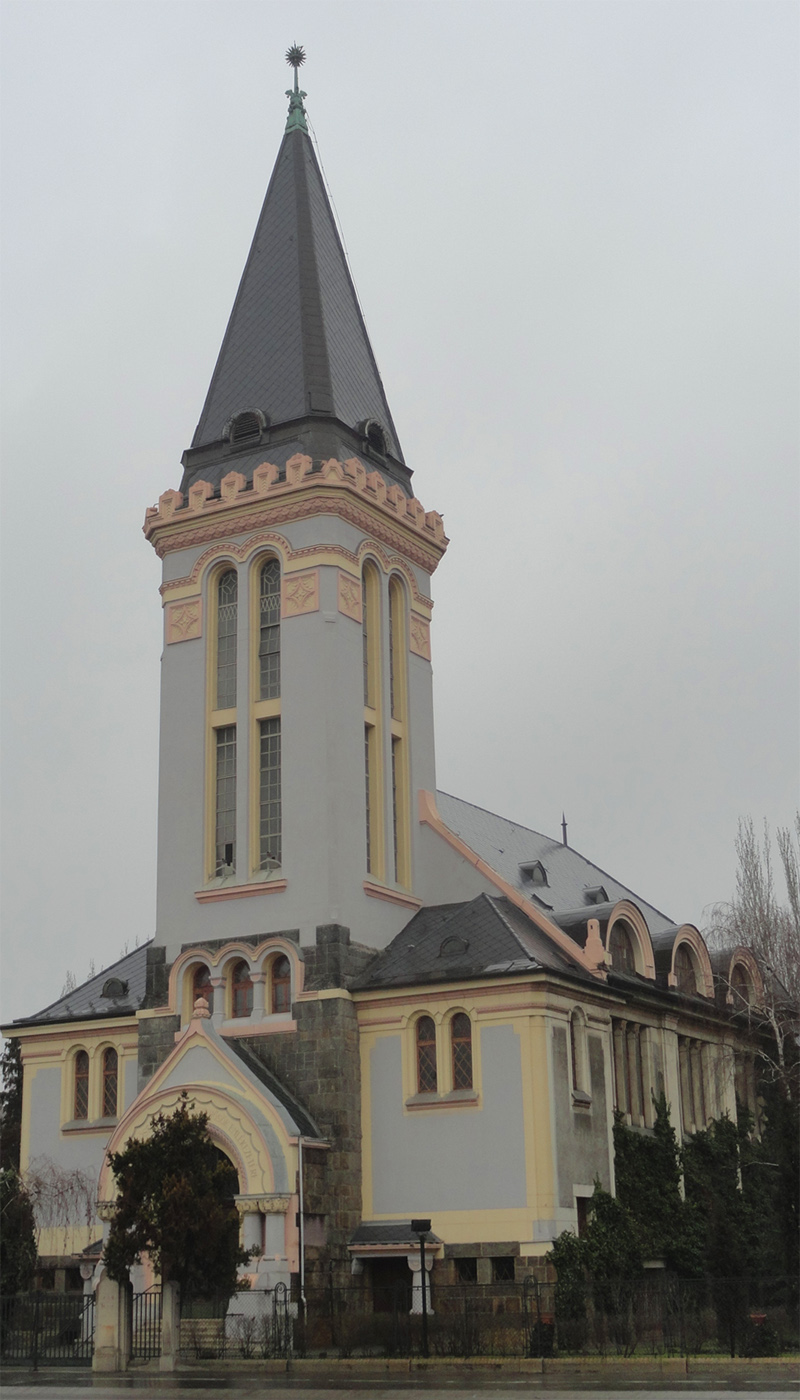
A tisztviselőtelepi Emlékezet Temploma az Üllői úton
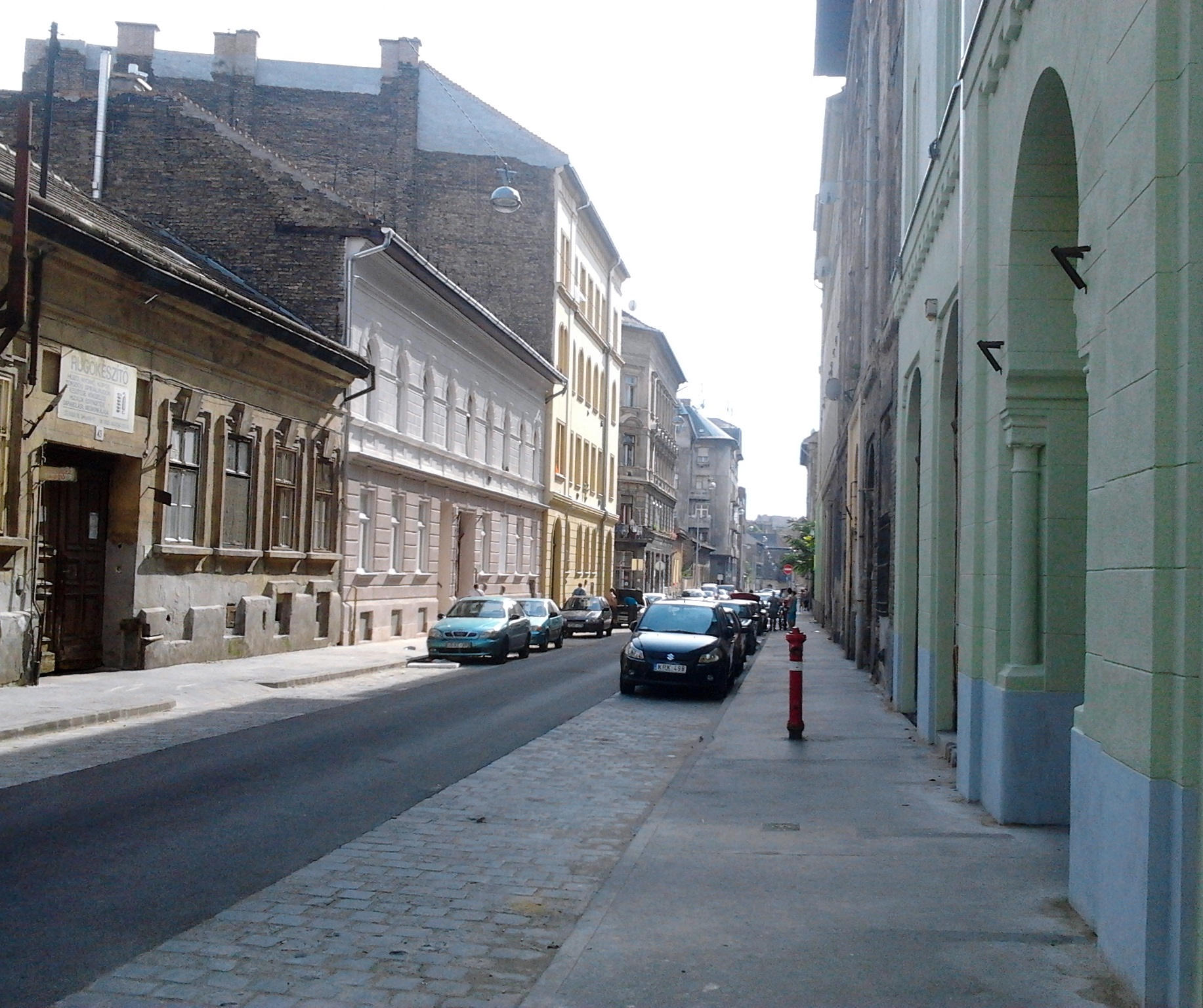
Magdolna utca
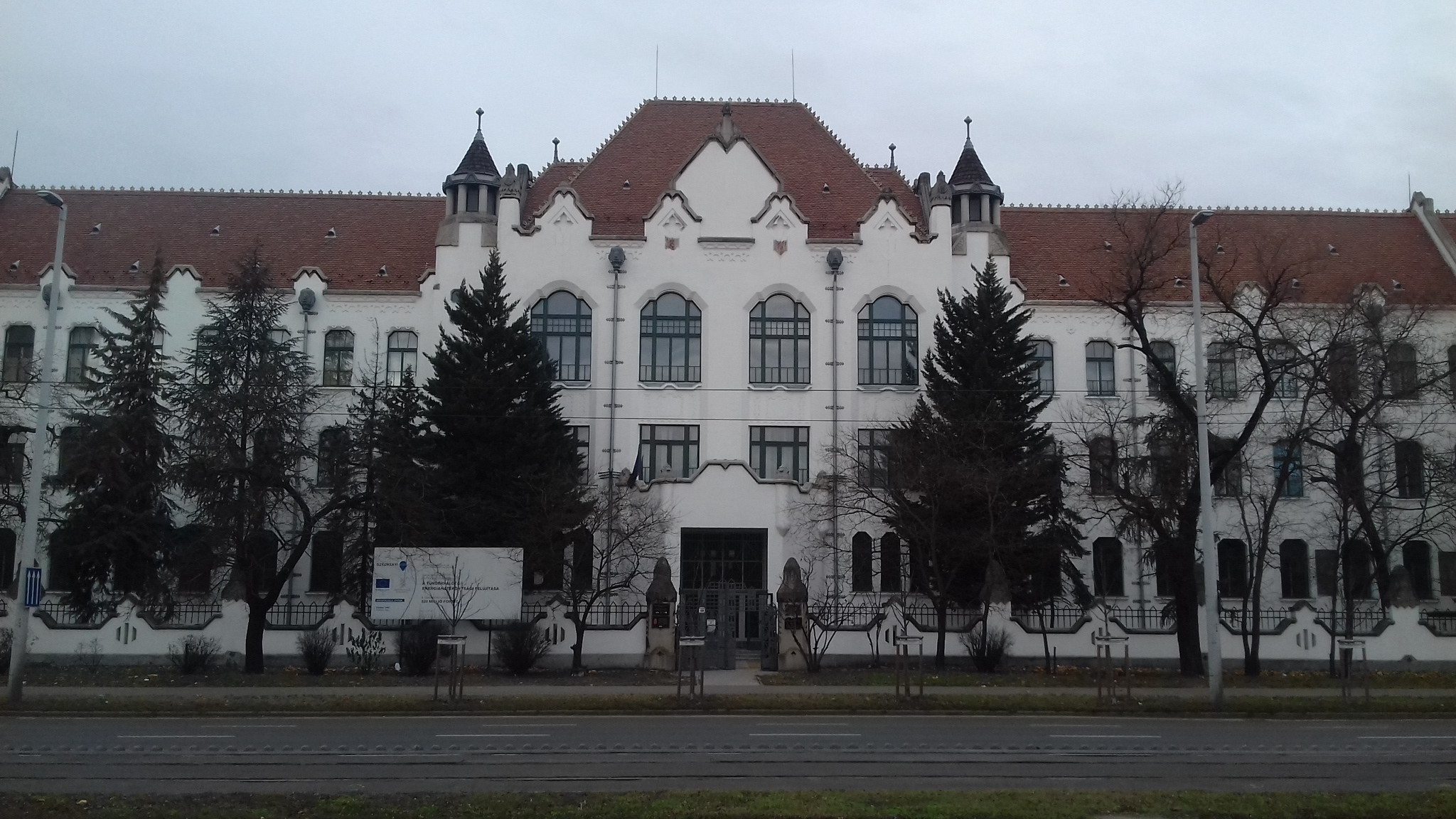
Tündérpalota